# 이방인들
"이방인들"은 2012년에 개봉한 대한민국의 영화이다.

## 캐스팅
- 한수연 : 연희 역
- 김중기 : 성진 역
- 여현수 : 석이 역
- 김종수 : 태수 역
- 박윤서 : 영은 역
- 장기훈 : 정환 역
- ㅅ씨부래진선 : 은임 역
- 김효인 : 은성 역
- 김근아 : 미용실아주머니 역
- 유재명 : 형사 역
- 박다윤 : 형사 역
- 이민영 : 자애원선생님 역
- 김영덕 : 북노인 역
- 이영미 : 체육관 아줌마들 역
- 심지수 : 체육관 아줌마들 역
- 이영윤 : 체육관 아줌마들 역
- 양면숙 : 체육관 아줌마들 역
- 유상흘 : 교회집사 역
- 김미경 : 교회아줌마 역
- 안성혜 : 교회아줌마 역
- 이상협 : 행상인 역